# NGC 1512
NGC 1512 是时钟座的一個棒旋星系，距離地球約3800萬光年。於1826年10月29日被詹姆士·丹露帕發現，也是劍魚座星系團的成員之一。該星系有兩個環狀結構，其中一個環繞中心核球區域，另一個則位於主盤面外圍。